# 白山町
白山町（はくさんちょう）は、三重県一志郡にあった町。2006年1月1日に旧・津市をはじめとする9市町村と合併して津市となり消滅した。現在は津市白山町である。

## 地理
三重県中勢地方に位置する青山高原の東部にある。町の西部と南部を中心に山地・丘陵が広がり、町域の約70%を山林が占める。雲出川が町内を南から東へと蛇行しながら流下している。
- 山 : 高峰
- 河川： 雲出川、滝谷川

### 隣接していた自治体
- 久居市
- 一志郡一志町、美杉村
- 伊賀市

## 歴史
- 1955年（昭和30年）3月15日 - 家城町・川口村・大三村・倭村・八ツ山村が合併して発足。
- 1955年（昭和30年）8月1日 - 大字三ヶ野の一部を久居町に編入。
- 2006年（平成18年）1月1日 - 津市・久居市・安芸郡河芸町・芸濃町・美里村・安濃町・一志郡香良洲町・一志町・美杉村と合併し、改めて津市が発足。同日白山町廃止。

## 行政
- 町長：岡本知順
- 医療機関：三重県立一志病院

## 経済
農業が中心である。

## 教育
高等学校
- 三重県立白山高等学校
- 青山高等学校

中学校
- 津市立白山中学校

小学校
- 津市立家城小学校
- 津市立川口小学校
- 津市立大三小学校
- 津市立倭小学校
- 津市立八ッ山小学校

## 周辺
- マックスバリュ白山店
- マックスバリュ川口店

## 交通

### 鉄道
- 近畿日本鉄道
  - 大阪線：東青山駅 - 榊原温泉口駅 - 大三駅
- 東海旅客鉄道
  - 名松線：伊勢川口駅 - 関ノ宮駅 - 家城駅

### 路線バス
- 三重交通

### 道路
一般国道
- 国道165号

三重県道
- 主要地方道
  - 15号久居美杉線
  - 28号亀山白山線
  - 29号松阪青山線
- 一般県道

| - - 512号青山高原公園線 - 580号白山小津線 - 661号二本木一志線 | - - 662号藤大三停車場線 - 663号二本木御衣田線 - 664号垣内御城線 | - - 670号城立青山線 - 695号奥津飯高線 - 755号老ヶ野古田青山線 |

## 名所・旧跡・観光スポット・祭事・催事

### 名所・旧跡
- 室生赤目青山国定公園

### 観光スポット
- 青山高原
  - 青山高原保健休養地
- 東青山四季のさと
- 布引の滝
- 亀ヶ広 - 桜の名所
- 大観音寺、ルーブル彫刻美術館
- 猪の倉温泉
- こぶ湯
- わかすぎの里
- リバーパーク真見

### 祭事・催事
- 小野の獅子舞（1月）
- 青山高原つつじまつり（5月）
- 千本づき（11月）

## 出身有名人
- 坂口力（衆議院議員）
- 宮田光雄（内閣書記官長・貴族院議員）
- 松田金兵衛（料理人、和田金創業者[1]）
- 松島史奈（女優、モデル）